# Ouse Washes
Les Ouse Washes sont une aire  dans les Fens, ou Fenlands  du Cambridgeshire du Northamptonshire et de Peterborough non loin des viles Ely, Chatteris, March et Downham Market, Norfolk, Angleterre. Cette aire est située entre la dérivation de deux canaux de la Great Ouse et la  Old Bedford River se situant près de la New Bedford River aussi connue sous le nom de Hundred Foot Drain.

## Histoire
En 1630, le roi Charles Ier accorde une charte de drainage pour la 4e comte de Bedford qui a engagé l'ingénieur hollandais nommait Cornelius  Vermuyden pour construire les deux fleuves de Bedford. La zone située entre deux fleuves  de 20 miles (32 km) de long et près d'un mile (1,6 km) de large et il s'agit de la Hood washland, c'est- à - dire une plaine d'inondation pendant l'hiver et, de plus en plus, même en été.

## L'état du sol
- Les plans d'eau intérieurs (eau stagnante, l'eau courante) (50 %).
- Les tourbières, les marais, la végétation de l'eau avec des franges. Fens (20 %).
- Amélioration des prairies (30 %).

## Importance environnementale
Les Ouses Washes sont maintenant d'une importance internationale et sont désignés zone de protection spéciale pour leur gibier à plumes.
Il s'agit d'un Ramsar site, une zone de protection spéciale (ZPS) et une zone spéciale de conservation (ZSC). Les Ouse sont un site d'intérêt scientifique spécial(SISP). Il est d'une importance nationale pour Cygne de Bewick et le Cygne de chanteur. 
La Société royale pour la protection des oiseaux des Ouse Washes concerne des espèces comme le hibou des marais... Elle est une réserve naturelle, gérée à Welches Dam. 
La Wildfowl and Wetlands Trust (soit littéralement de l'anglais « la ligue pour la protection des lieux humides et de leur faune») à Welney. C'est une réserve qui se charge de la protection des zones humides et sauvagines. La réserve est à Welney dans le Norfolk, à 12 miles (19 km) au nord d'Ely, 26 miles (42 km) au nord de Cambridge et 33 miles (53 km) à l'est de Peterborough.

## Espèces d'oiseaux que le site dispose
Oiseaux d'hiver: Cygne de Bewick, Cygne chanteur, le Canard siffleur, le Canard chipeau, le Canard pilet, la Sarcelle d'hiver, le Fuligule milouin, le Fuligule morillon, le Pluvier doré, la  Linotte, le Goéland, et le Canard pilet
Oiseaux du printemps: la Sarcelle d'été, l'Avocette, le Vanneau huppé, la Guifette noire, la Locustelle tachetée, Chevalier gambette, le Tadorne de Belon, et La Bécassine.
Oiseaux d'été: l'Aigrette garzette, le Martin-pêcheur d'Europe, L'Alouette des champs, le Barge à queue noire, Bergeronnette des ruisseaux, et la Bergeronnette printanière. 
Oiseaux d'automne: Chevalier aboyeur, le Bécasseau variable, le Chevalier sylvain, le Moineau friquet, la [Sarcelle], le Canard chipeau, le Héron cendré, le Vanneau huppé, le Fuligule morillon.

## Partenariat Paysage Fonds Application (Landscape Partnership (LP) Fund Application)
La Cambridgeshire ACRE, l'action avec les communautés rurales d'Angleterre, ou  l'(Action with Communities in Rural England) est en train de préparer une première tour du partenariat Paysage Fonds Application (Partenariat Paysage Fonds Application) qui est centré sur la zone paysagère des Ouse washes une vaste zone de terres humides situées entre l'Old Bedford River et la New Bedford River dans le Cambridgeshire. 
La Cambridgeshire ACRE concerne du bien-être social et économique des communautés rurales dans le comté et l'environnement dans lequel leurs habitants vivent. Visent à soutenir et conseiller les organisations volontaires et les groupes communautaires afin de les encourager à entreprendre des initiatives d'auto-assistance pour améliorer leur communauté locale. Nous collectons également des données pour l'entrée et aux plans locaux touchant les services en milieu rural du Cambridgeshire
Partenariats du paysage est un programme de subvention qui est livré dans un partenariat constitué d'organisations nationales et locales ayant un intérêt dans la zone. Le programme est basé autour d'un portefolio de petits projets qui, ensemble, fournissent à long terme des avantages sociaux, économiques et environnementaux pour une zone rurale.
L'objectif principal du financement est de conserver le caractère distinctif du paysage avec les résultats de :
- conserver ou restaurer les éléments bâtis et naturels paysage historique particulier du paysage historique ;
- l'augmentation de la participation communautaire ;
- accroître l'accès et l'apprentissage sur le paysage ;
- augmenter les possibilités de formation aux métiers du patrimoine local.

Plus concrètement l'objectif est d'appliquer pour un million de livre sterling sur trois ans, ayant besoin de financement de contrepartie en nature et en espèces de 10 %. C'est un processus d'appel d'offres avec l'application d'un premier tour qui doit être soumis avant le 28 février 2012.
Un Partenariat Paysage Fonds Application basé  autour de la Ouse Washes a un potentiel énorme pour développer la participation communautaire et un partenariat renforcé du gouvernement, les entreprises et organisations de la société civile. Le programme sera basé autour d'un portefolio de petits projets, qui procureront ensemble à long terme des avantages sociaux, économiques et environnementaux de cette région rurale.
Cette zone couvre 184 km2 et s'étend vers le nord à la gare de Downham Market. La limite sud comprend les Fen Drayton lacs, près de Saint Ives et en raison de leur importance dans les domaines de la nature, la conservation et l'archéologie de Huntingdon.